# ZK-93426
ZK-93426（ethyl-5-isopropoxy-4-methyl-β-carboline-3-carboxylate）は、β-カルボリン系薬物である。ベンゾジアゼピン受容体の弱い部分的受容体逆作動薬として作用し、ベンゾジアゼピン系薬物と反対の作用を引き起こし、不安惹起作用を有するが、ほとんどのベンゾジアゼピンのアンタゴニストとは異なり、痙攣薬ではなく、実際には弱い抗てんかん作用を持つ。ヒトでの試験では、警戒感、不安感、恐怖を生じさせ、ベンゾジアゼピンのロルメタゼパムの効果を反転させた。また、スマートドラッグ作用を持ち、アセチルコリンの放出を増加させることも示された。